# Nati nel 1638
| Questa pagina contiene informazioni ricavate automaticamente dalle voci biografiche con l'ausilio del template Bio e di un bot. L'aggiornamento è periodico e automatico e ricostruisce completamente la pagina. Se manca una persona in questa lista, sei pregato di non aggiungerla, ma accertati piuttosto che la sua voce biografica contenga il template Bio e che i dati anagrafici siano correttamente compilati. Se il template Bio manca, inseriscilo tu stesso o, in alternativa, metti l'avviso {{tmp\|Bio}} che ne segnala la mancanza. Se i dati riportati sono sbagliati, correggi direttamente la voce biografica; le modifiche saranno visibili in questa lista entro pochi giorni. Per chiarimenti vedi il progetto biografie. La lista contiene solo le 87 persone che sono citate nell'enciclopedia e per le quali è stato implementato correttamente il template Bio. Pagina aggiornata al 10 ago 2025. |

## Gennaio(9)
- 1º gennaio - Go-Sai, imperatore giapponese († 1685)
- 1º gennaio - Niccolò Stenone, naturalista, geologo e anatomista danese († 1686)
- 7 gennaio - Filippo Bonanni, gesuita, storico e biologo italiano († 1725)
- 7 gennaio - Maria Elisabetta di Brunswick-Wolfenbüttel, nobildonna tedesca († 1687)
- 8 gennaio - Elisabetta Sirani, pittrice italiana († 1665)
- 12 gennaio - Ernst Rüdiger von Starhemberg, generale austriaco († 1701)
- 14 gennaio - Carlo Fiorentino di Salm, militare olandese († 1676)
- 20 gennaio - Johann Wolfgang Textor, giurista tedesco († 1701)
- 23 gennaio - Paolo Maura, poeta italiano († 1711)

## Febbraio(3)
- 11 febbraio - Remi-Casimir Oudin, monaco cristiano e bibliografo francese († 1717)
- 13 febbraio - Federico di Meclemburgo-Schwerin, nobile tedesco († 1688)
- 15 febbraio - Zeb-un-Nissa, principessa e poetessa indiana († 1702)

## Marzo(5)
- 14 marzo - Johann Georg Gichtel, filosofo, teologo e mistico tedesco († 1710)
- 15 marzo - Shunzhi, imperatore cinese († 1661)
- 22 marzo - Nicola María de Guzmán Carafa, nobile italiano († 1689)
- 24 marzo - Daniel Whitby, teologo e biblista britannico († 1726)
- 28 marzo - Frederik Ruysch, botanico e anatomista olandese († 1731)

## Aprile(2)
- 19 aprile - Niccolò Manucci, avventuriero e medico italiano
- 22 aprile - Carlo Fontana, architetto, scultore e ingegnere italiano († 1714)

## Maggio(6)
- 6 maggio - Carlo Bichi, cardinale italiano († 1718)
- 11 maggio - Guy-Crescent Fagon, medico e botanico francese († 1718)
- 12 maggio - Pedro Atanasio Bocanegra, pittore spagnolo († 1689)
- 13 maggio - Richard Simon, teologo e biblista francese († 1712)
- 28 maggio - Giovanni Barbiano di Belgiojoso, nobile e militare italiano († 1715)
- 29 maggio - John Manners, I duca di Rutland, politico e ufficiale inglese († 1711)

## Giugno(6)
- 1º giugno - Pietro Francesco Garoli, pittore e architetto italiano († 1716)
- 2 giugno - Henry Hyde, II conte di Clarendon, politico inglese († 1709)
- 8 giugno - Pierre Magnol, botanico francese († 1715)
- 20 giugno - Ulrik Frederik Gyldenløve, nobile e generale danese († 1704)
- 23 giugno - Giovanni Battista Cattaneo Della Volta, doge († 1721)
- 29 giugno - Heinrich Meibom, medico tedesco († 1700)

## Luglio(8)
- 7 luglio - Giovanni Michele Spaur, vescovo cattolico italiano († 1725)
- 10 luglio - David Teniers III, pittore fiammingo († 1685)
- 11 luglio - Olimpia Mancini, nobildonna italiana († 1708)
- 14 luglio - Antonio Franchi, pittore italiano († 1709)
- 15 luglio - Giovanni Buonaventura Viviani, violinista e compositore italiano
- 22 luglio - Theodor Kerckring, anatomista e chimico olandese († 1693)
- 25 luglio - Cristoforo di Santa Caterina, presbitero spagnolo († 1690)
- 30 luglio - Mary Villiers, duchessa di Buckingham, nobildonna inglese († 1704)

## Agosto(4)
- 3 agosto - Guglielmo Luigi di Anhalt-Köthen, principe († 1665)
- 6 agosto - Nicolas Malebranche, filosofo e scienziato francese († 1715)
- 15 agosto - Pieter de Graeff, politico olandese († 1707)
- 22 agosto - Georg Christoph Eimmart, astronomo e incisore tedesco († 1705)

## Settembre(6)
- 5 settembre - Luigi XIV di Francia, re francese († 1715)
- 6 settembre - Pietro de Fusco, giurista italiano († 1703)
- 10 settembre - Maria Teresa d'Asburgo, sovrana spagnola († 1683)
- 20 settembre - Antonio Gherardi, pittore e architetto italiano († 1702)
- 21 settembre - Philippe de Courcillon, ufficiale e scrittore francese († 1720)
- 30 settembre - Massimiliano Filippo Girolamo di Baviera, principe tedesco († 1705)

## Ottobre(6)
- 6 ottobre - Edme Boursault, drammaturgo francese († 1701)
- 6 ottobre - Lasse Lucidor, poeta svedese († 1674)
- 14 ottobre - Bernardo II di Sassonia-Jena, nobile († 1678)
- 17 ottobre - Giovanni Carlo del Palatinato-Birkenfeld-Gelnhausen, principe tedesco († 1704)
- 28 ottobre - Franz Joseph von Lamberg, principe e politico austriaco († 1712)
- 31 ottobre - Meindert Hobbema, pittore olandese († 1709)

## Novembre(3)
- 1º novembre - Manuel Arias y Porres, cardinale e arcivescovo cattolico spagnolo († 1717)
- 21 novembre - Luca Tozzi, medico italiano († 1717)
- 25 novembre - Caterina di Braganza, sovrana († 1705)

## Dicembre(8)
- 3 dicembre - Jean Donneau de Visé, drammaturgo, giornalista e critico teatrale francese († 1710)
- 4 dicembre - Rafael Bluteau, religioso e lessicografo francese († 1734)
- 13 dicembre - Francesco Nazzari, presbitero, critico letterario e giornalista italiano († 1714)
- 17 dicembre - Anna Sofia d'Assia-Darmstadt, religiosa tedesca († 1683)
- 24 dicembre - Tomás de la Cerda, nobile spagnolo († 1692)
- 24 dicembre - Ralph Montagu, I duca di Montagu, nobile e diplomatico britannico († 1709)
- 25 dicembre - Michel Bégon, funzionario e naturalista francese († 1710)
- 28 dicembre - Cornelis van Dalen II, incisore, pittore e disegnatore olandese († 1664)

## Senza giorno specificato(21)
- Andrea di Totma, santo russo († 1673)
- Gerrit Adriaenszoon Berckheyde, pittore olandese († 1698)
- François Bonnemer, pittore, disegnatore e incisore francese († 1689)
- Bozoklu Mustafa Pascià, politico e militare ottomano († 1698)
- Francis Browne, IV visconte Montagu, nobile e politico inglese († 1708)
- Annibal Camoux, supercentenario francese († 1759)
- Giovanni Battista Colomba, pittore, architetto e decoratore svizzero († 1693)
- Vladimir Dmitrievič Dolgorukov, ufficiale russo († 1701)
- Michelangelo Fracanzani, attore teatrale e pittore italiano († 1698)
- Lorenzo Gafà, architetto maltese († 1704)
- Luigi Garzi, pittore italiano († 1721)
- Charles Gordon, I conte di Aboyne, nobile inglese († 1681)
- James Gregory, matematico e astronomo scozzese († 1675)
- Jean Pontas, teologo francese († 1728)
- Jacques Raudot, funzionario francese († 1728)
- Stefano Sculco, vescovo cattolico italiano († 1703)
- Alexander Stanhope, ambasciatore inglese († 1707)
- Domenico Tarugi, cardinale e arcivescovo cattolico italiano († 1696)
- Tenzin Rabgye, sovrano bhutanese († 1696)
- Francesco Veracini, compositore e violinista italiano († 1720)
- Domenico Zauli, arcivescovo cattolico italiano († 1722)